# Højkol
Højkol er et skovgods (ikke en herregård) oprettet i 1900-1906 for Poul Larsen fra F.L. Smidth & Co. Gården ligger i Silkeborg Kommune. Hovedbygningen er i bindingsværk og opført i 1906 ved Gotfred Tvede og ombygget i 1917. Højkol Gods er på 735 hektar
Gunnar Larsen anvendte senere huset, og han fik anlagt Rye Flyveplads, der under Besættelsen blev overtaget af værnemagten. I 1944 blev landstedet moderniseret af Palle Suenson.
I dag anvendes stedet fortsat af efterkommerne af Poul Larsen.

## Ejere af Højkol
- (1900-1935) Poul Sehested Harald Larsen
- (1935-1978) Familien Larsen / Familien Arnstedt / Familien Nissen / Familien Kjær (A/S Potagua)
- (1978-) Højkol A/S

|  | Denne artikel om en bygning eller et bygningsværk kan blive bedre, hvis der indsættes et (bedre) billede. Du kan hjælpe ved at afsøge Wikimedia Commons for et passende billede eller lægge et op på Wikimedia Commons med en af de tilladte licenser og indsætte det i artiklen. |

56°4′44″N 9°38′22″Ø / 56.07889°N 9.63944°Ø